# La Collada (Solórzano)
La Collada es una localidad del municipio de Solórzano (Cantabria, España). En el año 2009 contaba con una población de 38 habitantes (INE). La localidad se encuentra a 280 metros de altitud sobre el nivel del mar, y a 5 kilómetros de la capital municipal, Solórzano.
A esta localidad se accede desde Riaño a través de una carretera municipal que finaliza, en su extremo oeste y una vez pasado el núcleo, en la carretera CA-261 y carece de líneas de transporte público regular.